# Leopoldo O'Donnell
Leopoldo O'Donnell y Jorís (Santa Cruz de Tenerife, 12 de enero de 1809-Biarritz, 5 de noviembre de 1867) fue un noble, militar y político español, grande de España como I duque de Tetuán, I conde de Lucena y I vizconde de Aliaga. Presidió el Consejo de Ministros, después del bienio progresista de Baldomero Espartero en 1856, y también en 1858-1859 y 1860-1863, y en 1865-1866, durante el reinado de Isabel II.

## Origen
Fue el menor de los dos hijos del matrimonio de Carlos Manuel O'Donnell y Anhetan y Josefa Joris de Casaviella. Su familia era de origen irlandés, y descendía de Calvagh O'Donnell, jefe del clan de los O'Donnell y chieftain de Tyrconnell a mediados del siglo XVI. Nació en el seno de una familia de gran tradición militar: su padre, de ideas firmemente absolutistas durante el reinado de Fernando VII, fue comandante general de Canarias (1808-1809); era tío suyo Enrique José O'Donnell, conde de La Bisbal. O'Donnell continuó esta tradición ingresando en el regimiento de infantería imperial Alejandro con el grado de subteniente.

## Guerra carlista
A la muerte de Fernando VII en 1833, estalló la Primera Guerra Carlista entre los partidarios de la hija de Fernando, Isabel II (isabelinos) y los de su tío, hermano de Fernando VII, Carlos María Isidro de Borbón (carlistas). O'Donnell, por entonces con el grado de capitán, se alineó en el bando isabelino, a pesar de tener hermanos y a su padre en el bando carlista. Por sus distintos hechos de armas en el conflicto, ascendió sucesivamente a coronel, luego a brigadier y en junio de 1837 a mariscal de campo.
En 1839, fue nombrado capitán general de Aragón, Valencia y Murcia. Tras vencer al carlista general Cabrera en Lucena del Cid, se le concedió el título de conde de Lucena y ascendió a teniente general.

## Exilio y sublevación
Por sus convicciones moderadas, tuvo que emigrar a Francia tras la "revolución progresista" de septiembre de 1840 que provocó la renuncia de María Cristina de Borbón-Dos Sicilias (madre de Isabel II) a la regencia. En 1841 figura en la conspiración moderada del general Diego de León contra la regencia del general Espartero. En ella, O'Donnell había recibido el encargo de alentar la sublevación militar de Pamplona, pero, al fracasar el asalto al Palacio Real de Madrid, intentado por León el 7 de octubre, tuvo que volver a refugiarse en Francia. En 1844, estando el general Narváez en el poder, fue nombrado capitán general de La Habana, cargo que ocupó hasta 1848. Durante su mandato O'Donnell fue responsable de la masacre de 1844 conocida como la represión de "La Escalera". Miles de esclavos y negros libres en Cuba fueron confinados en calabozos, torturados y ejecutados en lo que se conoció como el 'año del látigo' ('The year of the lash'). Al regresar a la península fue nombrado senador y director general de la Academia de Infantería de Toledo.
En octubre de 1849 es nombrado director general de Infantería, tras la renuncia del teniente general Fernando Fernández de Córdoba, siendo ministro de Guerra Francisco de Paula Figueras.
A partir de 1853, empezó a interesarse por la política activa y en junio de 1854, al frente de un batallón de infantería y unido al general Dulce, se levantó contra el Gobierno; este enviaría al general Blaser a enfrentarse con él. El encuentro tuvo lugar en Vicálvaro y tras un combate simulado (se conoce como la Vicalvarada), ambos militares se retiraron, quedando a la espera, hasta que el 7 de julio se publicó el Manifiesto de Manzanares, redactado por el secretario de O'Donnell, Antonio Cánovas del Castillo, que atrajo a su bando a gran parte del Ejército. Con el triunfo revolucionario, Espartero fue nombrado presidente del Consejo de Ministros y O'Donnell ocupó la cartera de Guerra.

## Golpe de Estado y presidencias
En las nuevas Cortes formará un nuevo grupo político conocido como Unión Liberal, partido con el que tratará de unir a moderados y progresistas. La eminencia gris de ese proyecto era, sin embargo, el secretario de O'Donnell, Antonio Cánovas del Castillo.

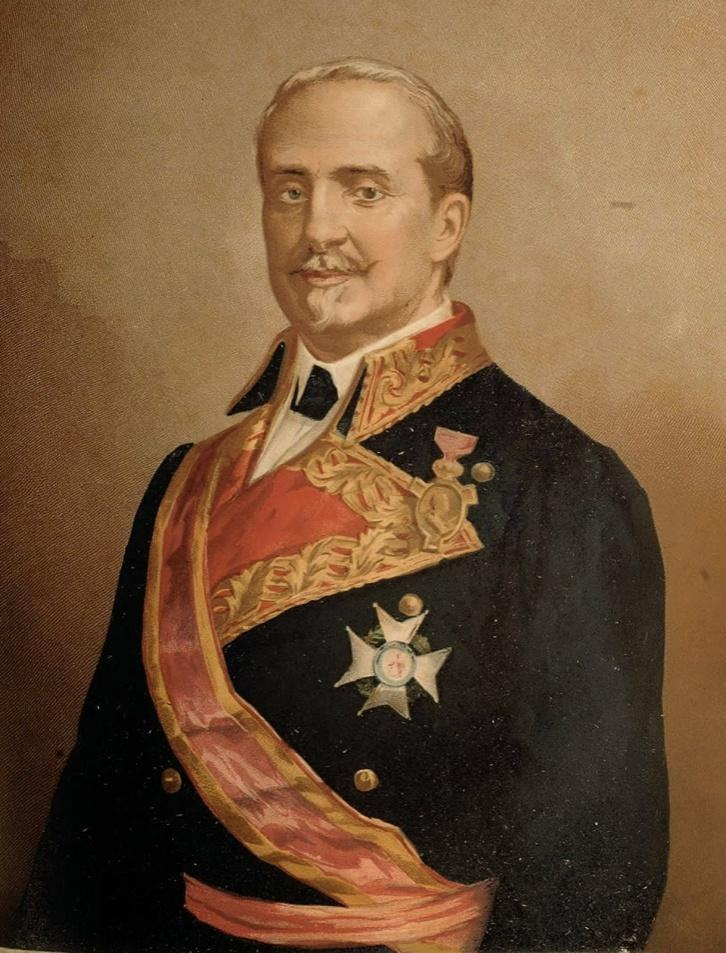
Litografía de Leopoldo O'Donnell (1889).

### Golpe de Estado, bienio progresista y presidencia de 1856
El Bienio progresista había comenzado con la revolución de 1854 en España que puso a Baldomero Espartero (del Partido Progresista) como presidente del Consejo de Ministros de España, y cuyo gobierno finalizará con el golpe de Estado del general O'Donnell, que —con el apoyo de Francia y Gran Bretaña, y desde la embajada británica en Madrid—, dio en julio de 1856, ocupando la presidencia del consejo de ministros al propio O'Donnell. El gobierno de O'Donnell durará hasta octubre de 1856, año en que sería sustituido por Narváez.

### Presidencias de 1858 a 1859 y 1860 a 1863
Vuelve al poder en julio de 1858. Durante este gobierno declara la guerra a Marruecos el 22 de octubre de 1859, y O'Donnell se coloca al mando de las tropas, ocupando Tetuán (véase batalla de Tetuán) (febrero de 1860). Entre noviembre de 1859 y abril de 1860, la presidencia es asumida interinamente por Saturnino Calderón Collantes. El Tratado de Wad-Ras, que puso fin a la guerra, reconoció las posiciones españolas en el norte de África y amplió el territorio de Ceuta. La victoria le valió el título de duque de Tetuán con Grandeza de España. Además, el rey Carlos XV de Suecia le nombró caballero de la Orden de los Serafines el 12 de julio de 1860.
En 1862, con aprobación de la reina Isabel II, envió a Sudamérica una expedición de estudio científico escoltada por cuatro navíos de guerra bajo las órdenes del vicealmirante Luis Hernández-Pinzón Álvarez (descendiente directo de los hermanos Pinzón). Estas naves eran las fragatas gemelas a hélice Triunfo y Resolución, la corbeta de hélice Vencedora y la goleta protegida Virgen de Covadonga. El propósito que llevó a las autoridades de Madrid a incluir naves de la armada en una misión de estudio, no solo fue para exhibir la patente de Potencia, costumbre por cierto extendida a los países europeos como Gran Bretaña, sino para que aquellas sirvieran como elementos de apoyo a una serie de reclamos presentados por ciudadanos españoles residentes en las Américas. Esto derivó en la Guerra Hispano-Sudamericana (1864-1883, en la práctica terminada en 1871).
Gobernó hasta marzo de 1863, cuando por presiones del Partido Moderado presentó su dimisión, siendo sustituido por el marqués de Miraflores.

## Últimos años gobierno 1865-1866 y muerte en 1867

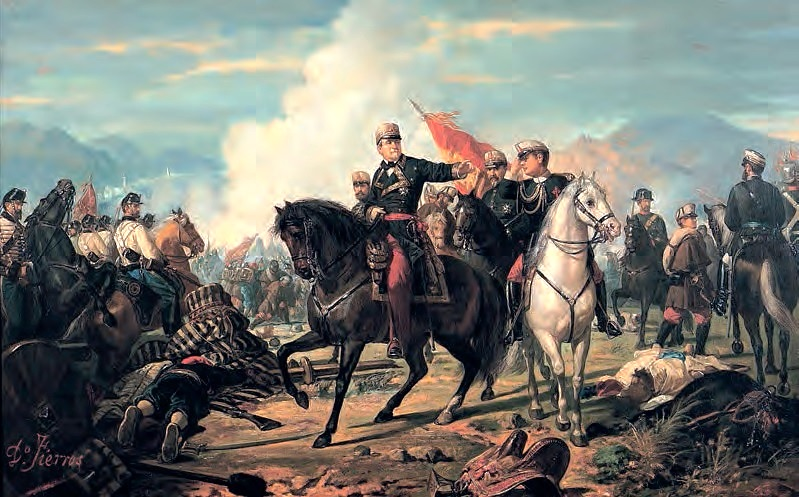
La Batalla de Tetuán (1894), de Dionisio Fierros (colección particular).

De su gobierno cabe destacar la rápida expansión de las líneas de ferrocarril, además de la guerra contra Marruecos (guerra de África), guerra que formó parte de su política exterior de prestigio, sobre la que se asentaría la relativa estabilidad institucional del periodo. 

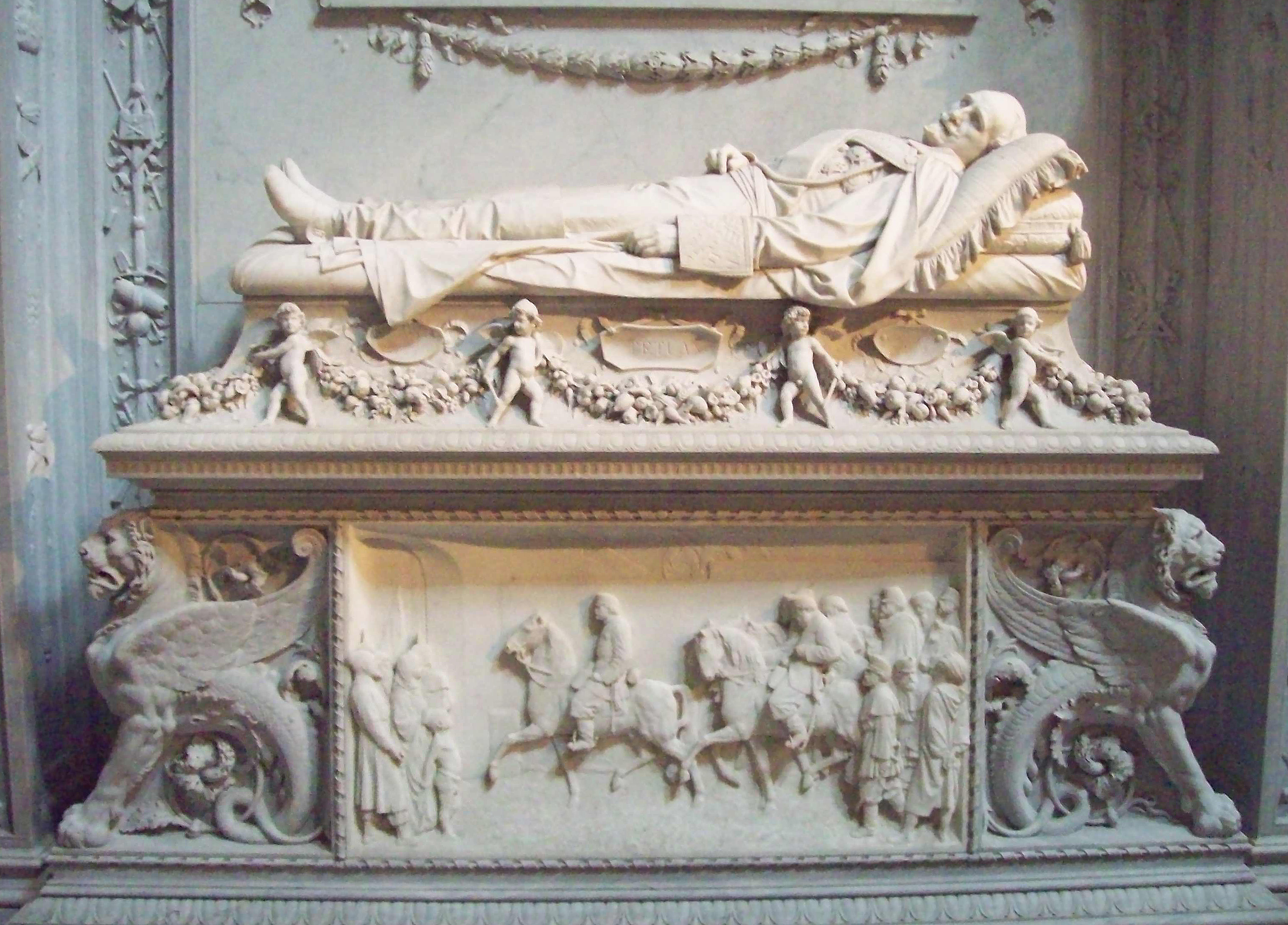
Mausoleo de O'Donnell en la iglesia de Santa Bárbara, en Madrid. Obra de Jerónimo Suñol, 1870.

En 1865, las protestas estudiantiles (por el cese de Emilio Castelar) y la sangrienta represión por el gobierno (Noche de San Daniel), llevan de nuevo a O'Donnell a la presidencia del Gobierno y al ministerio de la Guerra. Tras la sublevación del cuartel de San Gil, el 22 de junio de 1866, y enfrentado con Isabel II, O'Donnell dejó su cargo y marchó a Biarritz, donde moriría el 5 de noviembre de 1867.
Los restos mortales de Leopoldo O'Donnell permanecieron en la basílica de Atocha de Madrid hasta 1870, en que fueron trasladados a la iglesia de Santa Bárbara del convento de las Salesas Reales de la misma ciudad. Desde entonces se hallan en un mausoleo de estilo neorrenacentista labrado en mármol de Carrara por el escultor Jerónimo Suñol.
Da nombre en Madrid a la calle de O'Donnell, construida en 1868 cuando se derribó la cerca que rodeaba la ciudad.

## Otros cargos
Leopoldo O'Donnell también sirvió como ministro con carácter de interinidad en diferentes ramos, esto se debe a las dificultades de comunicación en el siglo XIX, que exigían, en caso de desplazamiento o llegada del titular a su puesto, largos periodos de ausencia que debía ser ocupado por otros ministros. Aquí aparecen varios casos referentes al político español:
- Ministro de Ultramar: 2 de julio-27 de agosto de 1865 (interinidad en ausencia del titular)
- Ministro de Estado: 20 de julio-2 de agosto de 1855 / 9 de abril-16 de mayo de 1856 / 4 de agosto-31 de agosto de 1859 / 5 de agosto-30 de agosto de 1860 / 3 de agosto-2 de septiembre de 1862 (interinidades en ausencia del titular) 20 de octubre-6 de febrero de 1861 (interinidad por enfermedad del titular)
- Ministro de Marina: 14 de julio-17 de julio de 1856 / 17 de enero-9 de febrero de 1863 / 4 de enero-24 de enero de 1866 (interinidades hasta la llegada del titular)  14 de septiembre-5 de octubre de 1859 / 13 de julio-7 de septiembre de 1861 / 14 de julio-30 de agosto de 1862 (interinidad en ausencia del titular)